# Archie Madekwe
Archie Uchena Madekwe (Londra, 10 febbraio 1995) è un attore britannico, attivo in campo teatrale, televisivo e cinematografico.

## Biografia
Cugino dell'attrice Ashley Madekwe, Archie Madekwe ha studiato alla BRIT School e alla London Academy of Music and Dramatic Art. Prima di terminare gli studi aveva già recitato in alcune serie televisive come Casualty e Fresh Meat, dopo la laurea fece il debutto professionale a teatro nella primavera del 2017. Recitava nel ruolo di Bily nel dramma Premio Pulitzer di Edward Albee La capra o chi è Sylvia? in scena all'Haymarket Theatre, accanto a Damian Lewis e Sophie Okonedo. Successivamente è tornato a recitare in televisione e nel 2019 ha interpretato Courfeyrac nell'adattamento della BBC de I miserabili di Victor Hugo.

## Filmografia

### Cinema
- Legacy, regia di Davie Fairbanks e Marc Small (2015)
- Teen Spirit - A un passo dal sogno (Teen Spirit), regia di Max Minghella (2018)
- Midsommar - Il villaggio dei dannati (Midsommar), regia di Ari Aster (2019)
- Voyagers, regia di Neil Burger (2021)
- Gran Turismo - La storia di un sogno impossibile (Gran Turismo), regia di Neill Blomkamp (2023)
- Heart of Stone, regia di Tom Harper (2023)
- Saltburn, regia di Emerald Fennell (2023)
- Lurker, regia di Alex Russell (2025)

### Televisione
- Casualty – serie TV, episodio 28x39 (2014)
- Fresh Meat – serie TV, 2 episodi (2016)
- Hangs Up – serie TV, 3 episodi (2018)
- Informer – serie TV, episodio 1x06 (2018)
- I miserabili (Les Misérables) – miniserie TV, 3 puntate (2019)
- See – serie TV, 24 episodi (2019-2022)

## Teatro
- La capra o chi è Sylvia? di Edward Albee, regia di Ian Rickson. Haymarket Theatre di Londra (2017)
- Further Than the Furthest Thing di Zinnie Harris, regia di Jennifer Tang. Young Vic di Londra (2023)

## Doppiatori italiani
Nelle versioni in italiano delle opere in cui ha recitato, Archie Madekwe è stato doppiato da:
- Federico Campaiola in Gran Turismo - La storia di un sogno impossibile
- Manuel Meli in Teen Spirit - A un passo dal sogno
- Stefano Broccoletti ne I miserabili
- Stefano Dori in Midsommar - Il villaggio dei dannati
- Mattia Nissolino in Voyagers
- Gabriele Donolato in Heart of Stone
- Riccardo Suarez in Saltburn